# Nkandla
Nkandla è un centro abitato del Sudafrica, situato nella provincia del KwaZulu-Natal.